# Kula w łeb (film 1989)
Kula w łeb – amerykański kryminał z elementami kina akcji z 1989 roku w reżyserii Johna Frankenheimera.

## Opis fabuły
Policjant Jerry Beck z wydziału zabójstw departamentu szeryfa policji w Los Angeles to doskonale znający swój fach zawodowiec. Gdy chce osiągnąć swój cel, nie przebiera w środkach – maltretuje zatrzymanych, zastrasza świadków, łatwo sięga po broń. Jest jednak pełnym poświęcenia dla swojej pracy człowiekiem. Jego życie osobiste leży z tego powodu w gruzach – nadużywa alkoholu, żona się z nim rozwiodła, ma zakaz widywania dzieci, ciągle ma kłopoty finansowe. Kiedy pewnego dnia ginie na służbie policjant, sierż. Kimble, Jerry postanawia za wszelką cenę odnaleźć zabójcę. Używając swoich "niekonwencjonalnych" metod wpada na trop grupy neonazistów, którzy jak się okazuje mają powiązania na terenie całego kraju, są świetnie zorganizowani, uzbrojeni i dążą do supremacji białej rasy w USA. Jerry ściga ich przez 2 tys. km., niejednokrotnie narażając życie, przekonany, że to ich lider Robert "Bobby" Burns jest zabójcą Kimble'a. W końcu Jerry wraz z agentem Kresslerem z FBI i lokalną policją dopada Burnsa w podziemnej kryjówce ekstremistów na terenie Montany. Po krwawej strzelaninie, Burns wraz z kompanami ginie w walce, a prawdziwym zabójcą okazuje się nigdy nie karany i nawet nie umiejący się dobrze posługiwać bronią, młodszy brat Bobby'ego – student John, który zabił, aby tylko zaimponować starszemu bratu. W ostatniej scenie filmu, na specjalnie zwołanej konferencji prasowej, FBI cały sukces rozbicia groźnej bandy przestępców przypisuje sobie i współpracy lokalnej policji, o Jerrym nie wspominając nawet słowem. Beck odchodzi z uśmiechem, zyskując jednak wdzięczność i uznanie szefa lokalnej policji kpt. Dixona, który jako jedyny potrafi go docenić.

## Główne role
- Don Johnson – Jerry Beck
- Penelope Ann Miller – Linda, żona sierż. Kimble'a
- William Forsythe – Arthur Kressler, agent FBI
- Bob Balaban – Elliott Webley
- Tate Donovan – John Burns
- Frank Military – Bobby Burns
- Antoni Stutz – Ray, członek bandy neonazistów
- Mickey Jones – Sleepy, członek bandy neonazistów
- Ron Campbell – wielebny Crossfield
- Michael Jeter – psycholog dr. Krantz
- Hy Anzell – kpt. Waxman
- Tim Reid – policjant Dixon
- Brad Sullivan – policjant Hillard
- William Traylor – policjant Tremmel